# Лаксенбург
Лаксенбург (нем. Laxenburg) — ярмарочная коммуна (нем. Marktgemeinde) в Австрии, в федеральной земле Нижняя Австрия около Вены. 
Входит в состав округа Мёдлинг.  Население составляет 2742 человек (на 31 декабря 2011 года). Занимает площадь 10,59 км². Официальный код  —  3 17 15.
В Лаксенбурге во дворце Кауниц с 2010 года размещается Международная антикоррупционная академия (IACA).

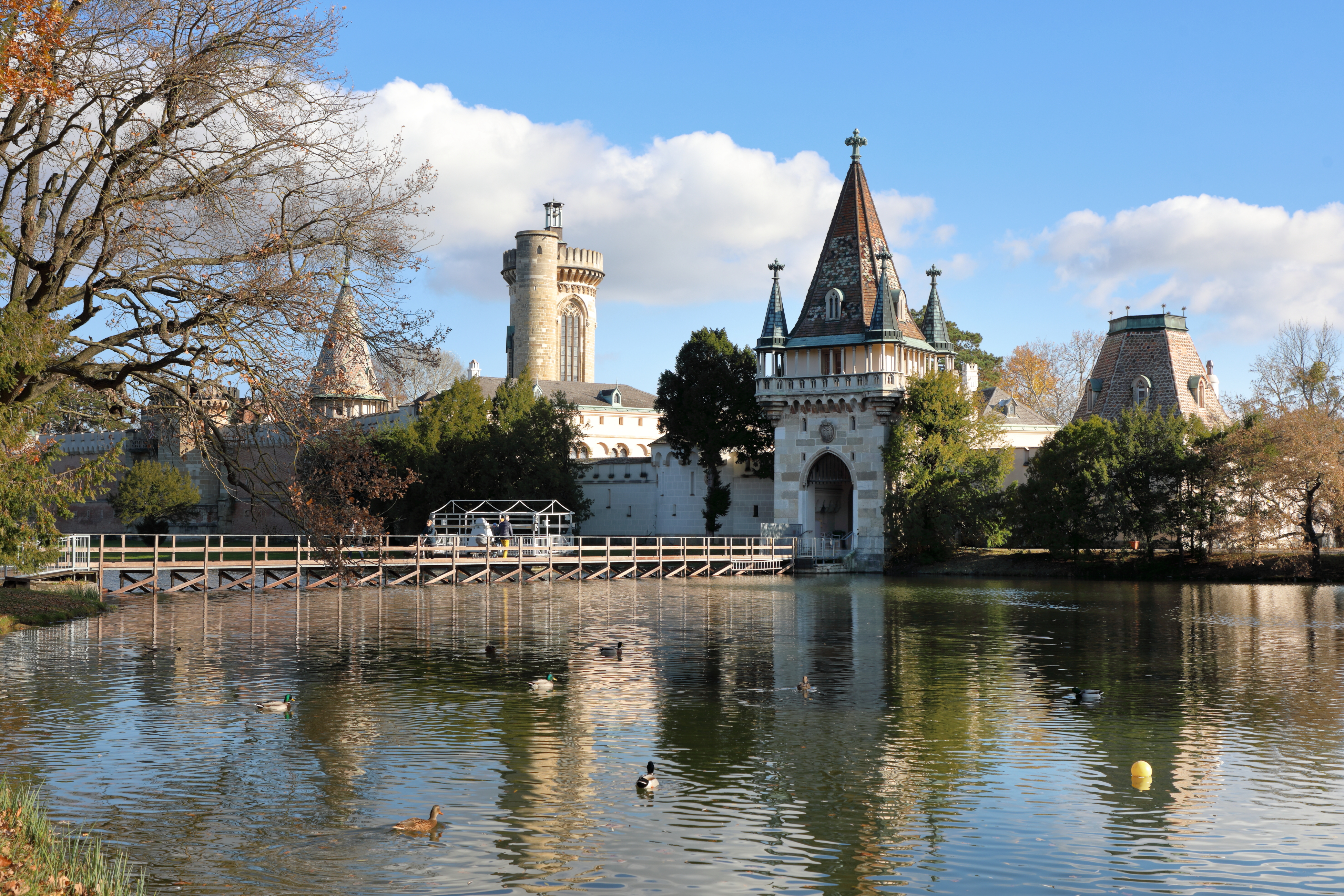
Замок Франценсбург

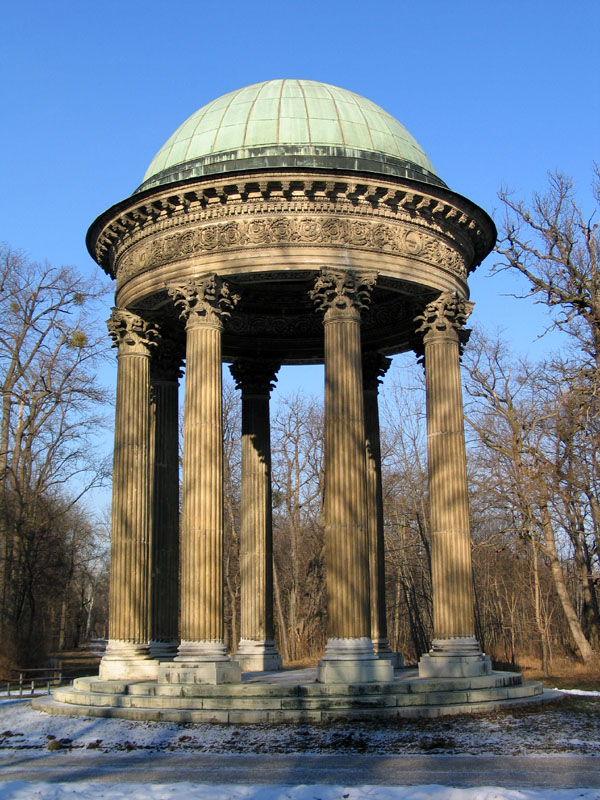
Замок

## Политическая ситуация
Бургомистр коммуны — Роберт Динст (АНП) по результатам выборов 2005 года.
Совет представителей коммуны (нем. Gemeinderat) состоит из 21 места.
- АНП занимает 15 мест.
- СДПА занимает 4 места.
- Зелёные занимают 2 места.

## Города-побратимы
- Гёдёллё